# 蓬桑佩尔
蓬桑佩尔（法語：Ponsampère，法語發音：[pɔ̃sɑ̃pɛʁ]）是法国热尔省的一个市镇，属于米朗德区。

## 地理
蓬桑佩尔（43°27'19"N, 0°22'36"E）面积8.9 平方千米，位于法国奧克西塔尼大區热尔省，该省份为法国西南部内陆省份，北起顺时针与洛特-加龙省、塔恩-加龙省、上加龙省、上比利牛斯省、大西洋比利牛斯省和朗德省接壤。
与蓬桑佩尔接壤的市镇（或旧市镇、城区）包括：巴聚格、贝尔杜、圣莫尔、圣米歇尔。

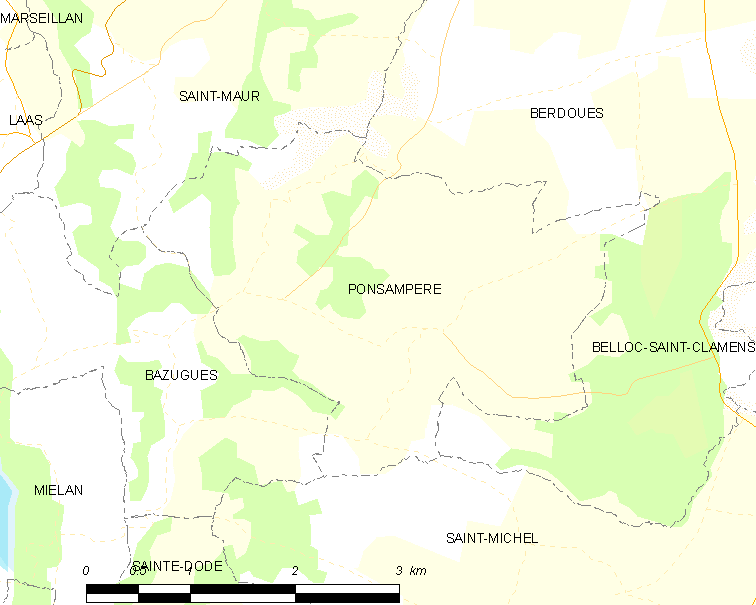
蓬桑佩尔的OSM定位图

蓬桑佩尔的时区为UTC+01:00、UTC+02:00（夏令时）。

## 行政
蓬桑佩尔的邮政编码为32300，INSEE市镇编码为32323。

## 政治
蓬桑佩尔所属的省级选区为米朗德-阿斯塔拉克县。

## 人口

1962-2008年间蓬桑佩尔人口变化图示

蓬桑佩尔于2022年1月1日时的人口数量为97人。